# Joana de Genebra
Joana de Genebra (em francês:  Jeanne; c. 1050 – 1095) foi condessa consorte de Saboia pelo seu casamento com Amadeu II de Saboia.

## Origens
Não se sabe ao certo quem eram os pais de Joana, mas é provável, segundo o autor Guichenon, que ela fosse filha do conde Geraldo II de Genebra e de sua primeira esposa, Gisela da Borgonha. Já a obra Chronicon Altacumbae apenas diz que "a esposa de Amadeu era da Borgonha", o que pode referir-se a Amadeu I; no entanto, o nome da esposa de Amaadeu I era Adelaide, embora seu parentesco definitivo, assim como o de Joana, seja desconhecido. Contudo, se Joana era de Genebra, isso explicaria como a Casa de Saboia passou a possuir, tão cedo, uma grande parte da província de Genevois.
Guichenon nomeia Joana como esposa de Amadeu II, fazendo referência a várias fontes secundárias. Amadeu II era o segundo filho de Otão I de Saboia e de Adelaide de Susa. Eles teriam se casado entre os anos de 1065 a 1070, e tiveram cinco filhos juntos.
Amadeu faleceu em 26 de janeiro de 1080, mas Joana não se casou novamente, e morreu aproximadamente quinze anos depois do marido, no ano de 1095. O  seu local de enterro é desconhecido.

## Descendência
- Adelaide (1068/72 – antes de 1115), foi esposa de Manasses II, Senhor de Coligny, com quem teve dois filhos;[5]
- Auxilia (m. 6 de setembro, após 1094), foi a segunda esposa de Humberto II, Senhor de Beaujeu, com quem teve seis filhos;[6]
- Humberto II de Saboia (1072  – 19 de outubro de 1103), sucessor do pai, inicialmente sob a regência da avó paterna, Adelaide. Foi casado com Gisela da Borgonha, com quem teve sete filhos;[7]
- Odão, apesar de seu parentesco ser mencionado na série de livros genealógicos Europäische Stammtafeln, o autor Guichenon não o nomeia;[8]
- Filha de nome desconhecido, esposa de Ulrico I de Bâgé e Bresse.